# Pas de la Casanova

El Pas de la Casanova, respecte del terme de Castellcir

El Pas de la Casanova és un pas, o gual, del terme municipal de Castellcir, a la comarca del Moianès.
Està situat al nord-est de les restes de la masia de la Tuna, a llevant de la urbanització de la Penyora. És l'indret on el camí rural que ressegueix la riba dreta del torrent de Sauva Negra el travessa, just a sota i al nord-oest de la Casanova del Castell. És al nord-est del Pas de la Tuna i al sud-oest del Pou Cavaller. Queda al sud-oest de la Sauva Negra.